# 1477
Portal Geschichte | Portal Biografien | Aktuelle Ereignisse | Jahreskalender | Tagesartikel

◄ |
14. Jahrhundert |
15. Jahrhundert
| 16. Jahrhundert | ►

◄ |
1440er |
1450er |
1460er |
1470er
| 1480er | 1490er | 1500er | ►

◄◄ |
◄ |
1473 |
1474 |
1475 |
1476 |
1477
| 1478 | 1479 | 1480 | 1481 | ► | ►►
Staatsoberhäupter  · Nekrolog
| Januar | Januar | Januar | Januar | Januar | Januar | Januar | Januar |
| Kw     | Mo     | Di     | Mi     | Do     | Fr     | Sa     | So     |
| ------ | ------ | ------ | ------ | ------ | ------ | ------ | ------ |
| 1      |        |        | 1      | 2      | 3      | 4      | 5      |
| 2      | 6      | 7      | 8      | 9      | 10     | 11     | 12     |
| 3      | 13     | 14     | 15     | 16     | 17     | 18     | 19     |
| 4      | 20     | 21     | 22     | 23     | 24     | 25     | 26     |
| 5      | 27     | 28     | 29     | 30     | 31     |        |        |

| Februar | Februar | Februar | Februar | Februar | Februar | Februar | Februar |
| Kw      | Mo      | Di      | Mi      | Do      | Fr      | Sa      | So      |
| ------- | ------- | ------- | ------- | ------- | ------- | ------- | ------- |
| 5       |         |         |         |         |         | 1       | 2       |
| 6       | 3       | 4       | 5       | 6       | 7       | 8       | 9       |
| 7       | 10      | 11      | 12      | 13      | 14      | 15      | 16      |
| 8       | 17      | 18      | 19      | 20      | 21      | 22      | 23      |
| 9       | 24      | 25      | 26      | 27      | 28      |         |         |

| März | März | März | März | März | März | März | März |
| Kw   | Mo   | Di   | Mi   | Do   | Fr   | Sa   | So   |
| ---- | ---- | ---- | ---- | ---- | ---- | ---- | ---- |
| 9    |      |      |      |      |      | 1    | 2    |
| 10   | 3    | 4    | 5    | 6    | 7    | 8    | 9    |
| 11   | 10   | 11   | 12   | 13   | 14   | 15   | 16   |
| 12   | 17   | 18   | 19   | 20   | 21   | 22   | 23   |
| 1    | 24   | 25   | 26   | 27   | 28   | 29   | 30   |
| 14   | 31   |      |      |      |      |      |      |

| April | April | April | April | April | April | April | April |
| Kw    | Mo    | Di    | Mi    | Do    | Fr    | Sa    | So    |
| ----- | ----- | ----- | ----- | ----- | ----- | ----- | ----- |
| 14    |       | 1     | 2     | 3     | 4     | 5     | 6     |
| 15    | 7     | 8     | 9     | 10    | 11    | 12    | 13    |
| 16    | 14    | 15    | 16    | 17    | 18    | 19    | 20    |
| 17    | 21    | 22    | 23    | 24    | 25    | 26    | 27    |
| 18    | 28    | 29    | 30    |       |       |       |       |

| Mai | Mai | Mai | Mai | Mai | Mai | Mai | Mai |
| Kw  | Mo  | Di  | Mi  | Do  | Fr  | Sa  | So  |
| --- | --- | --- | --- | --- | --- | --- | --- |
| 18  |     |     |     | 1   | 2   | 3   | 4   |
| 19  | 5   | 6   | 7   | 8   | 9   | 10  | 11  |
| 20  | 12  | 13  | 14  | 15  | 16  | 17  | 18  |
| 21  | 19  | 20  | 21  | 22  | 23  | 24  | 25  |
| 22  | 26  | 27  | 28  | 29  | 30  | 31  |     |

| Juni | Juni | Juni | Juni | Juni | Juni | Juni | Juni |
| Kw   | Mo   | Di   | Mi   | Do   | Fr   | Sa   | So   |
| ---- | ---- | ---- | ---- | ---- | ---- | ---- | ---- |
| 22   |      |      |      |      |      |      | 1    |
| 23   | 2    | 3    | 4    | 5    | 6    | 7    | 8    |
| 24   | 9    | 10   | 11   | 12   | 13   | 14   | 15   |
| 25   | 16   | 17   | 18   | 19   | 20   | 21   | 22   |
| 26   | 23   | 24   | 25   | 26   | 27   | 28   | 29   |
| 27   | 30   |      |      |      |      |      |      |

| Juli | Juli | Juli | Juli | Juli | Juli | Juli | Juli |
| Kw   | Mo   | Di   | Mi   | Do   | Fr   | Sa   | So   |
| ---- | ---- | ---- | ---- | ---- | ---- | ---- | ---- |
| 27   |      | 1    | 2    | 3    | 4    | 5    | 6    |
| 2    | 7    | 8    | 9    | 10   | 11   | 12   | 13   |
| 29   | 14   | 15   | 16   | 17   | 18   | 19   | 20   |
| 30   | 21   | 22   | 23   | 24   | 25   | 26   | 27   |
| 31   | 28   | 29   | 30   | 31   |      |      |      |

| August | August | August | August | August | August | August | August |
| Kw     | Mo     | Di     | Mi     | Do     | Fr     | Sa     | So     |
| ------ | ------ | ------ | ------ | ------ | ------ | ------ | ------ |
| 31     |        |        |        |        | 1      | 2      | 3      |
| 32     | 4      | 5      | 6      | 7      | 8      | 9      | 10     |
| 33     | 11     | 12     | 13     | 14     | 15     | 16     | 17     |
| 34     | 18     | 19     | 20     | 21     | 22     | 23     | 24     |
| 35     | 25     | 26     | 27     | 28     | 29     | 30     | 31     |

| September | September | September | September | September | September | September | September |
| Kw        | Mo        | Di        | Mi        | Do        | Fr        | Sa        | So        |
| --------- | --------- | --------- | --------- | --------- | --------- | --------- | --------- |
| 36        | 1         | 2         | 3         | 4         | 5         | 6         | 7         |
| 37        | 8         | 9         | 10        | 11        | 12        | 13        | 14        |
| 38        | 15        | 16        | 17        | 18        | 19        | 20        | 21        |
| 39        | 22        | 23        | 24        | 25        | 26        | 27        | 28        |
| 40        | 29        | 30        |           |           |           |           |           |

| Oktober | Oktober | Oktober | Oktober | Oktober | Oktober | Oktober | Oktober |
| Kw      | Mo      | Di      | Mi      | Do      | Fr      | Sa      | So      |
| ------- | ------- | ------- | ------- | ------- | ------- | ------- | ------- |
| 40      |         |         | 1       | 2       | 3       | 4       | 5       |
| 41      | 6       | 7       | 8       | 9       | 10      | 11      | 12      |
| 42      | 13      | 14      | 15      | 16      | 17      | 18      | 19      |
| 43      | 20      | 21      | 22      | 23      | 24      | 25      | 26      |
| 44      | 27      | 28      | 29      | 30      | 31      |         |         |

| November | November | November | November | November | November | November | November |
| Kw       | Mo       | Di       | Mi       | Do       | Fr       | Sa       | So       |
| -------- | -------- | -------- | -------- | -------- | -------- | -------- | -------- |
| 44       |          |          |          |          |          | 1        | 2        |
| 45       | 3        | 4        | 5        | 6        | 7        | 8        | 9        |
| 46       | 10       | 11       | 12       | 13       | 14       | 15       | 16       |
| 47       | 17       | 18       | 19       | 20       | 21       | 22       | 23       |
| 48       | 24       | 25       | 26       | 27       | 28       | 29       | 30       |

| Dezember | Dezember | Dezember | Dezember | Dezember | Dezember | Dezember | Dezember |
| Kw       | Mo       | Di       | Mi       | Do       | Fr       | Sa       | So       |
| -------- | -------- | -------- | -------- | -------- | -------- | -------- | -------- |
| 49       | 1        | 2        | 3        | 4        | 5        | 6        | 7        |
| 50       | 8        | 9        | 10       | 11       | 12       | 13       | 14       |
| 51       | 15       | 16       | 17       | 18       | 19       | 20       | 21       |
| 52       | 22       | 23       | 24       | 25       | 26       | 27       | 28       |
| 1        | 29       | 30       | 31       |          |          |          |          |

| Januar | Januar | Januar | Januar | Januar | Januar | Januar | Januar |
| Kw     | Mo     | Di     | Mi     | Do     | Fr     | Sa     | So     |
| ------ | ------ | ------ | ------ | ------ | ------ | ------ | ------ |
| 1      |        |        | 1      | 2      | 3      | 4      | 5      |
| 2      | 6      | 7      | 8      | 9      | 10     | 11     | 12     |
| 3      | 13     | 14     | 15     | 16     | 17     | 18     | 19     |
| 4      | 20     | 21     | 22     | 23     | 24     | 25     | 26     |
| 5      | 27     | 28     | 29     | 30     | 31     |        |        |

| Februar | Februar | Februar | Februar | Februar | Februar | Februar | Februar |
| Kw      | Mo      | Di      | Mi      | Do      | Fr      | Sa      | So      |
| ------- | ------- | ------- | ------- | ------- | ------- | ------- | ------- |
| 5       |         |         |         |         |         | 1       | 2       |
| 6       | 3       | 4       | 5       | 6       | 7       | 8       | 9       |
| 7       | 10      | 11      | 12      | 13      | 14      | 15      | 16      |
| 8       | 17      | 18      | 19      | 20      | 21      | 22      | 23      |
| 9       | 24      | 25      | 26      | 27      | 28      |         |         |

| März | März | März | März | März | März | März | März |
| Kw   | Mo   | Di   | Mi   | Do   | Fr   | Sa   | So   |
| ---- | ---- | ---- | ---- | ---- | ---- | ---- | ---- |
| 9    |      |      |      |      |      | 1    | 2    |
| 10   | 3    | 4    | 5    | 6    | 7    | 8    | 9    |
| 11   | 10   | 11   | 12   | 13   | 14   | 15   | 16   |
| 12   | 17   | 18   | 19   | 20   | 21   | 22   | 23   |
| 1    | 24   | 25   | 26   | 27   | 28   | 29   | 30   |
| 14   | 31   |      |      |      |      |      |      |

| April | April | April | April | April | April | April | April |
| Kw    | Mo    | Di    | Mi    | Do    | Fr    | Sa    | So    |
| ----- | ----- | ----- | ----- | ----- | ----- | ----- | ----- |
| 14    |       | 1     | 2     | 3     | 4     | 5     | 6     |
| 15    | 7     | 8     | 9     | 10    | 11    | 12    | 13    |
| 16    | 14    | 15    | 16    | 17    | 18    | 19    | 20    |
| 17    | 21    | 22    | 23    | 24    | 25    | 26    | 27    |
| 18    | 28    | 29    | 30    |       |       |       |       |

| Mai | Mai | Mai | Mai | Mai | Mai | Mai | Mai |
| Kw  | Mo  | Di  | Mi  | Do  | Fr  | Sa  | So  |
| --- | --- | --- | --- | --- | --- | --- | --- |
| 18  |     |     |     | 1   | 2   | 3   | 4   |
| 19  | 5   | 6   | 7   | 8   | 9   | 10  | 11  |
| 20  | 12  | 13  | 14  | 15  | 16  | 17  | 18  |
| 21  | 19  | 20  | 21  | 22  | 23  | 24  | 25  |
| 22  | 26  | 27  | 28  | 29  | 30  | 31  |     |

| Juni | Juni | Juni | Juni | Juni | Juni | Juni | Juni |
| Kw   | Mo   | Di   | Mi   | Do   | Fr   | Sa   | So   |
| ---- | ---- | ---- | ---- | ---- | ---- | ---- | ---- |
| 22   |      |      |      |      |      |      | 1    |
| 23   | 2    | 3    | 4    | 5    | 6    | 7    | 8    |
| 24   | 9    | 10   | 11   | 12   | 13   | 14   | 15   |
| 25   | 16   | 17   | 18   | 19   | 20   | 21   | 22   |
| 26   | 23   | 24   | 25   | 26   | 27   | 28   | 29   |
| 27   | 30   |      |      |      |      |      |      |

| Juli | Juli | Juli | Juli | Juli | Juli | Juli | Juli |
| Kw   | Mo   | Di   | Mi   | Do   | Fr   | Sa   | So   |
| ---- | ---- | ---- | ---- | ---- | ---- | ---- | ---- |
| 27   |      | 1    | 2    | 3    | 4    | 5    | 6    |
| 2    | 7    | 8    | 9    | 10   | 11   | 12   | 13   |
| 29   | 14   | 15   | 16   | 17   | 18   | 19   | 20   |
| 30   | 21   | 22   | 23   | 24   | 25   | 26   | 27   |
| 31   | 28   | 29   | 30   | 31   |      |      |      |

| August | August | August | August | August | August | August | August |
| Kw     | Mo     | Di     | Mi     | Do     | Fr     | Sa     | So     |
| ------ | ------ | ------ | ------ | ------ | ------ | ------ | ------ |
| 31     |        |        |        |        | 1      | 2      | 3      |
| 32     | 4      | 5      | 6      | 7      | 8      | 9      | 10     |
| 33     | 11     | 12     | 13     | 14     | 15     | 16     | 17     |
| 34     | 18     | 19     | 20     | 21     | 22     | 23     | 24     |
| 35     | 25     | 26     | 27     | 28     | 29     | 30     | 31     |

| September | September | September | September | September | September | September | September |
| Kw        | Mo        | Di        | Mi        | Do        | Fr        | Sa        | So        |
| --------- | --------- | --------- | --------- | --------- | --------- | --------- | --------- |
| 36        | 1         | 2         | 3         | 4         | 5         | 6         | 7         |
| 37        | 8         | 9         | 10        | 11        | 12        | 13        | 14        |
| 38        | 15        | 16        | 17        | 18        | 19        | 20        | 21        |
| 39        | 22        | 23        | 24        | 25        | 26        | 27        | 28        |
| 40        | 29        | 30        |           |           |           |           |           |

| Oktober | Oktober | Oktober | Oktober | Oktober | Oktober | Oktober | Oktober |
| Kw      | Mo      | Di      | Mi      | Do      | Fr      | Sa      | So      |
| ------- | ------- | ------- | ------- | ------- | ------- | ------- | ------- |
| 40      |         |         | 1       | 2       | 3       | 4       | 5       |
| 41      | 6       | 7       | 8       | 9       | 10      | 11      | 12      |
| 42      | 13      | 14      | 15      | 16      | 17      | 18      | 19      |
| 43      | 20      | 21      | 22      | 23      | 24      | 25      | 26      |
| 44      | 27      | 28      | 29      | 30      | 31      |         |         |

| November | November | November | November | November | November | November | November |
| Kw       | Mo       | Di       | Mi       | Do       | Fr       | Sa       | So       |
| -------- | -------- | -------- | -------- | -------- | -------- | -------- | -------- |
| 44       |          |          |          |          |          | 1        | 2        |
| 45       | 3        | 4        | 5        | 6        | 7        | 8        | 9        |
| 46       | 10       | 11       | 12       | 13       | 14       | 15       | 16       |
| 47       | 17       | 18       | 19       | 20       | 21       | 22       | 23       |
| 48       | 24       | 25       | 26       | 27       | 28       | 29       | 30       |

| Dezember | Dezember | Dezember | Dezember | Dezember | Dezember | Dezember | Dezember |
| Kw       | Mo       | Di       | Mi       | Do       | Fr       | Sa       | So       |
| -------- | -------- | -------- | -------- | -------- | -------- | -------- | -------- |
| 49       | 1        | 2        | 3        | 4        | 5        | 6        | 7        |
| 50       | 8        | 9        | 10       | 11       | 12       | 13       | 14       |
| 51       | 15       | 16       | 17       | 18       | 19       | 20       | 21       |
| 52       | 22       | 23       | 24       | 25       | 26       | 27       | 28       |
| 1        | 29       | 30       | 31       |          |          |          |          |

## Ereignisse

### Politik und Weltgeschehen

#### Burgunderkriege und ihre Folgen

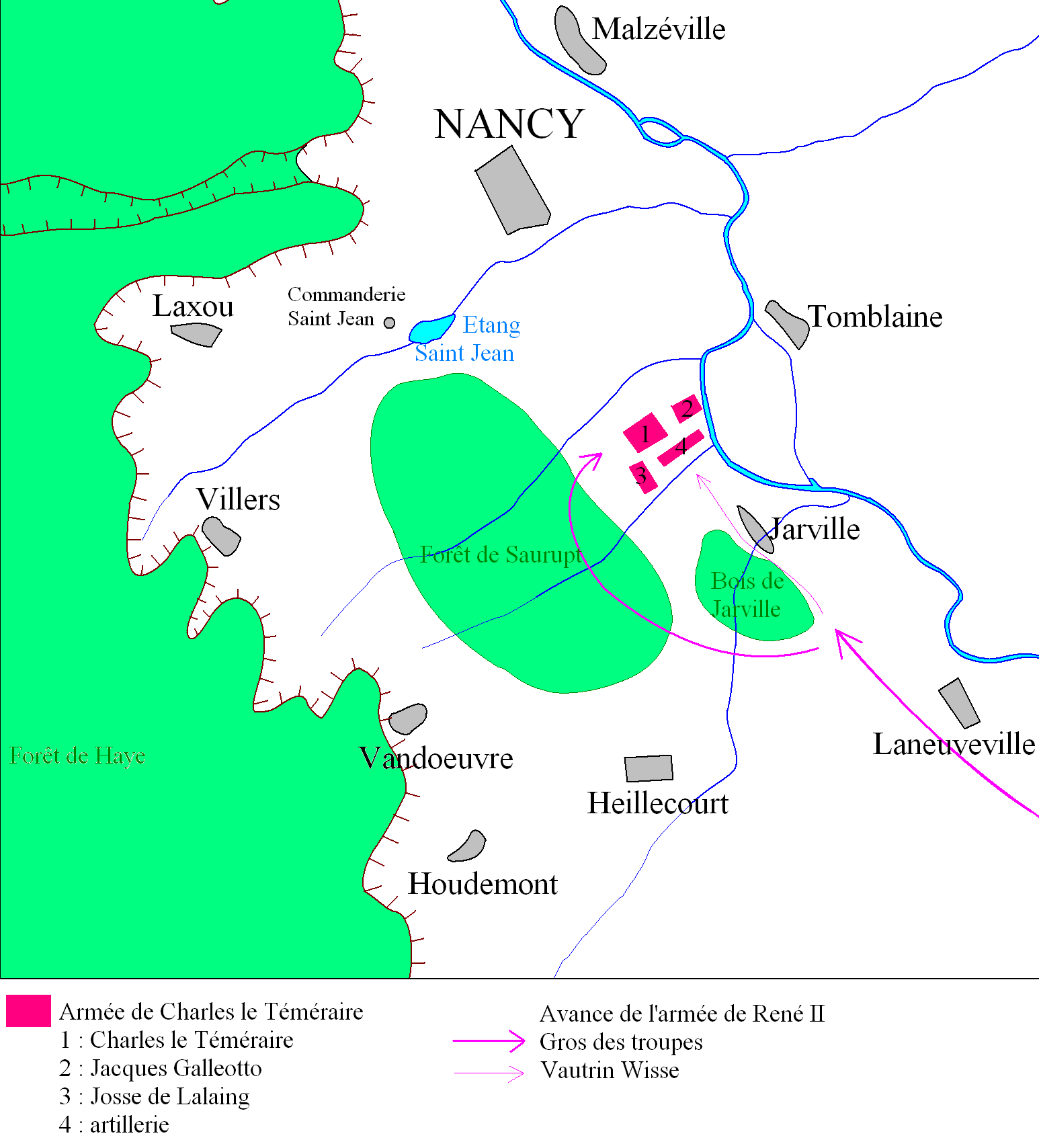
Schlacht bei Nancy

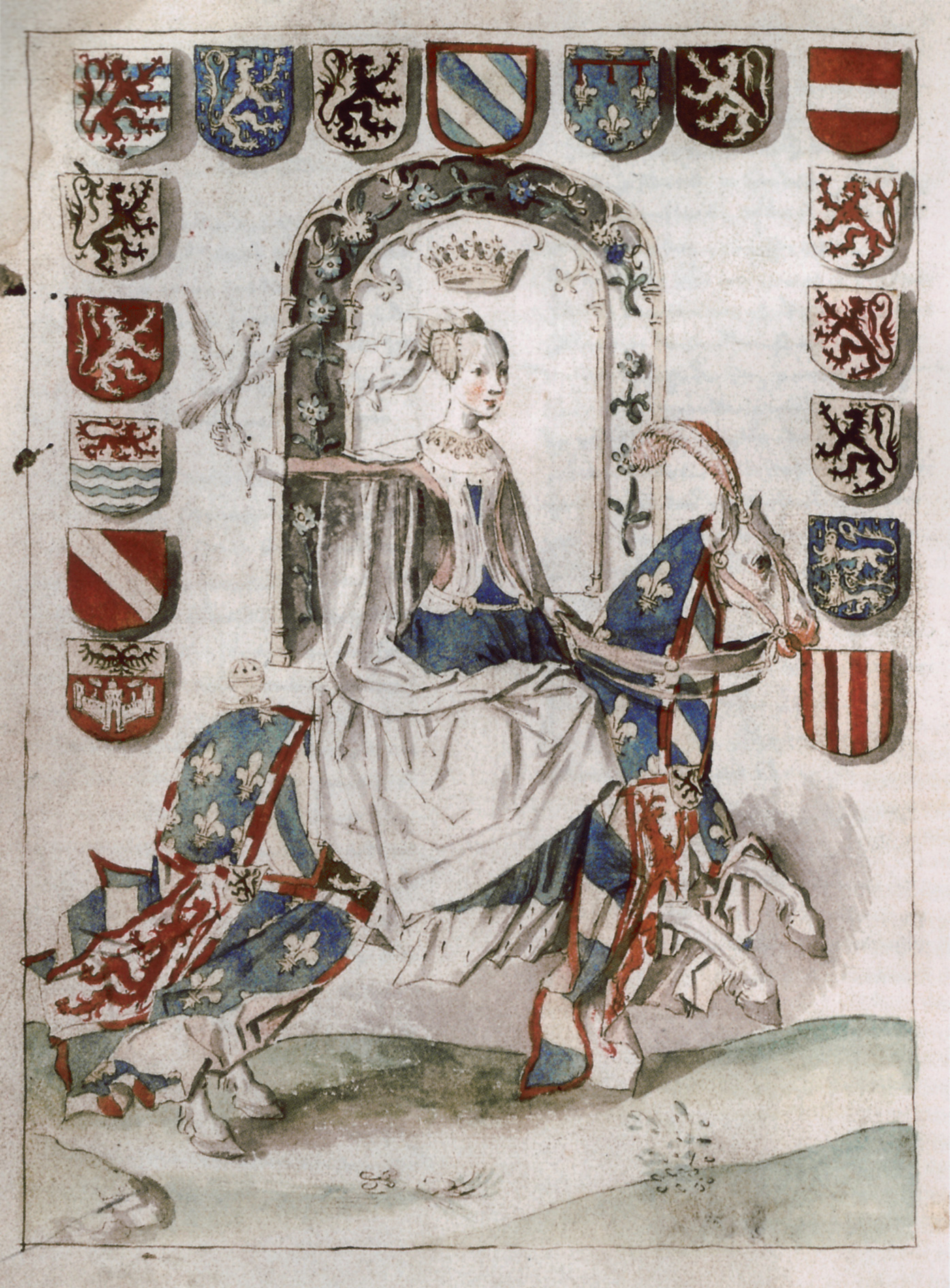
Maria als Herrscherin umgeben von den Wappen ihre Untertanengebiete

Am 5. Januar fällt Karl der Kühne von Burgund in der Schlacht bei Nancy gegen Herzog Réné von Lothringen und die Eidgenossenschaft. Damit enden die seit 1474 andauernden Burgunderkriege. Die burgundischen Lande erbt Maria von Burgund, die Tochter Karls des Kühnen. Am 11. Februar garantiert sie den niederländischen Provinzen im Großen Privileg weitgehende Freiheiten.
Doch Frankreichs König Ludwig XI. macht Ansprüche geltend und nimmt die burgundischen Städte in der Picardie, Artois, Flandern, Hennegau und das Herzogtum Burgund als eröffnetes Mannlehen. Weitere Gebietsgewinne erreicht er nicht, denn am 19. August heiratet Maria Maximilian I., der damit Gebiete in den Niederlanden und in Frankreich für das Haus Habsburg erwirbt.

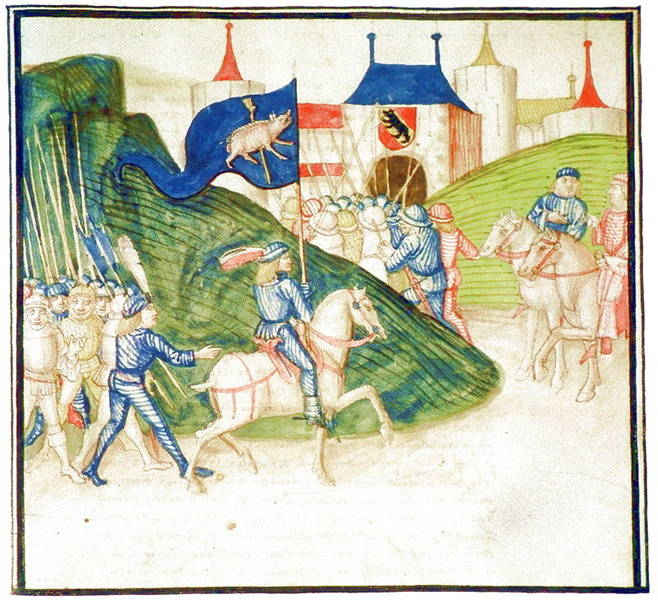
Der Saubannerzug vor der Stadt Bern (Berner Chronik)

Nach der Schlacht gründen zurückgekehrte Urner und Schwyzer Kriegsleute, die mit der Beuteverteilung unzufrieden sind, die so genannte Gesellschaft vom torechten Leben, die in Richtung Westschweiz aufbricht, um von Genf die versprochene Brandschatzsumme zu fordern. Dem so genannten Saubannerzug schließen sich unterwegs auch Kriegsknechte aus anderen Orten der Zentralschweiz an. Die Zahl der am Zug Beteiligten wird auf 1.700 Leute geschätzt. Bern und die anderen eidgenössischen Orte sowie die Städte Genf, Basel und Straßburg, die sich gerade in Verhandlungen mit Frankreich und Savoyen befinden, entsenden Gesandte zu den Aufständischen, denen es am 4. März gelingt, den Zug, der bereits bis Payerne und Lausanne gelangt ist, zu stoppen. Genf muss einen Teil des geschuldeten Geldes sofort auszahlen. Für den Rest werden Geiseln gestellt. Nach dem Zug geht Genf mit Bern und mit Freiburg das erste Burgrecht ein, um sich vor weiteren Freischaren zu schützen. Der daraus resultierende Konflikt zwischen den Stadt- und Länderorten wird erst durch das Stanser Verkommnis 1481 beigelegt.

#### Weitere Ereignisse in Mitteleuropa

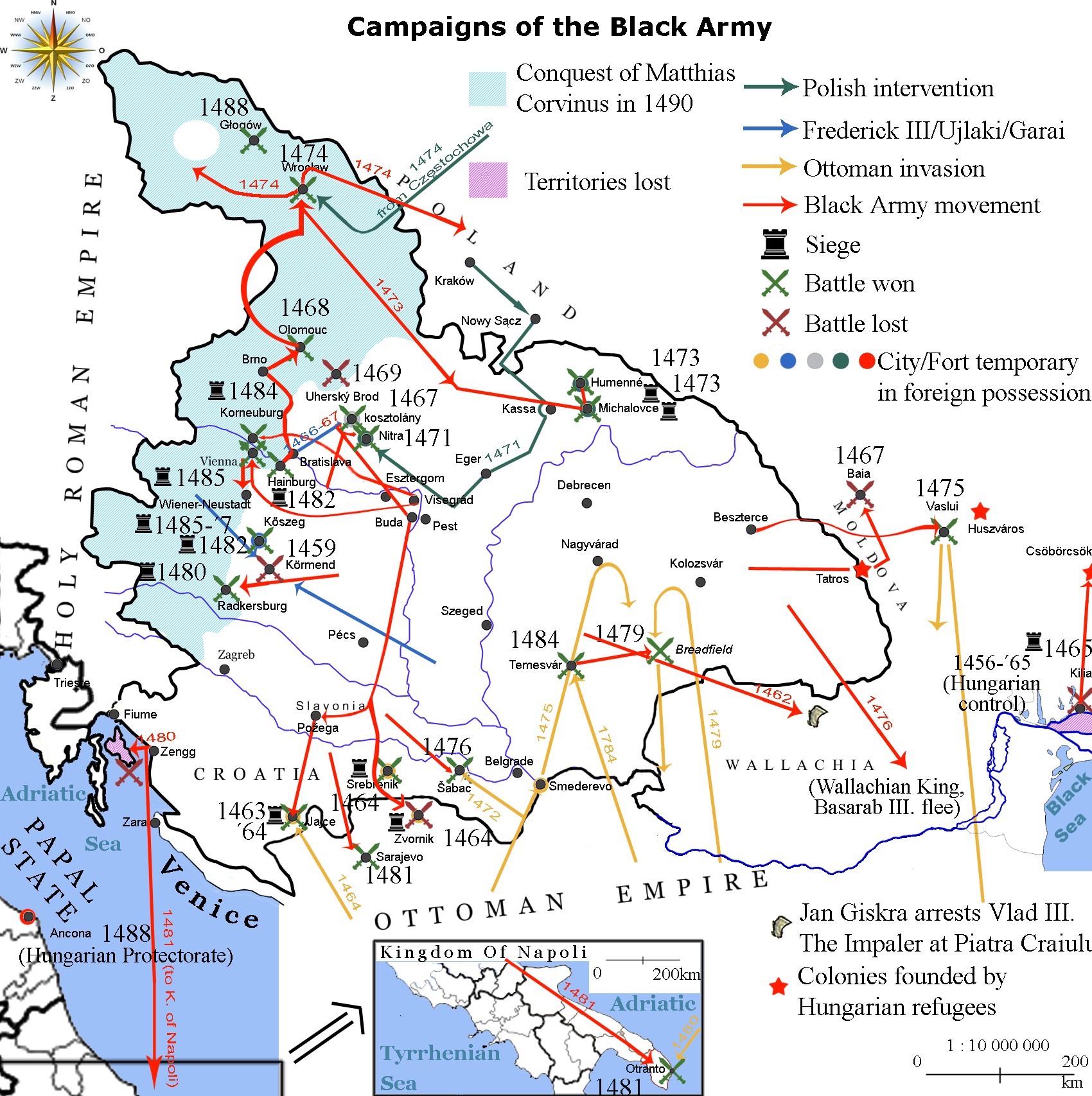
Die Feldzüge des Matthias Corvinus 1458–1490

- Matthias Corvinus, König von Ungarn, fällt neuerlich in die habsburgischen Erblande ein. Er erobert die Steiermark,  muss aber die am 14. August begonnene Belagerung Wiens am 20. Dezember abbrechen.
- Am 13. Oktober schließen die Kantone Zürich, Bern, Solothurn und Luzern mit Herzog Sigismund von Tirol die erste Schweizer Erbeinung. Im Vertrag wird der territoriale Status quo anerkannt und Sigismund verzichtet auf alle ehemaligen Besitzungen der Habsburger in der Schweiz. Dies wird aber von Kaiser Friedrich III., dem Oberhaupt des habsburgischen Hauses, nicht anerkannt.

#### Japan
Mit dem Ende des Ōnin-Krieges beginnt in Japan die Sengoku-Zeit, eine knapp hundertjährige Epoche, in der das Shōgunat seine Bedeutung verloren hat und es keine Zentralgewalt gibt. Die Epoche wird auch als Zeit der Streitenden Reiche bekannt. Mit dem Ende der Zentralstaatlichkeit tritt in dieser Zeit ein neuer Typ Feudalherr auf, der Shugo-Daimyō.

### Wirtschaft
- In Goslar wird erstmals der sogenannte Bauerngroschen geprägt.

### Wissenschaft und Technik
- 27. Februar: In einer an Erzbischof Jakob Ulfsson gerichteten Bulle teilt Papst Sixtus IV. seine Einwilligung mit, ein studium generale in Schweden einzurichten. Der schwedische Reichsrat billigt die Pläne am 2. Juli und so beginnt die von Jakob Ulfsson und dem schwedischen Regenten Sten Sture dem Älteren gegründete Universität in Uppsala am 7. Oktober mit der Wissensvermittlung an Studenten.

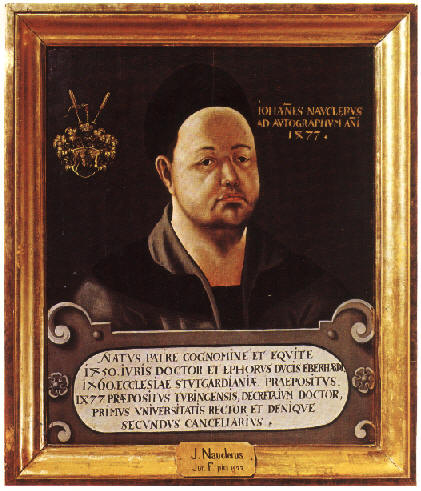
Bildnis des Johannes Nauclerus auf einem Gemälde aus dem Bestand der Tübinger Professorengalerie

- 11. März: Graf Eberhard V. von Württemberg-Urach gründet unter dem Einfluss seiner Mutter Mechthild von der Pfalz mit päpstlicher Genehmigung die Universität Tübingen. Erster Rektor wird Eberhards Vertrauter Johannes Nauclerus, der großen Anteil an der Universitätsgründung hatte. Im Oktober wird der Lehrbetrieb aufgenommen.
- Diether von Isenburg gründet als Erzbischof und Kurfürst von Mainz die von Papst Sixtus IV. genehmigte Universität Mainz.

### Religion
- Die Grafen von Schaunberg gründen in Pupping in Oberösterreich rund um die jahrhundertealte St.-Othmar-Kapelle ein Kloster und laden den Franziskanerorden zu dessen Bewirtschaftung ein.

### Katastrophen
- 27. September: Die Erste Cosmas- und Damianflut trifft die Nordseeküste. In Ostfriesland zerstört die Sturmflut einige Deiche. Im Rheiderland müssen mehrere Ortschaften aufgegeben werden.  In Zeeland wird der Ort Arnemuiden verwüstet und das Schloss Hellenburg bei Baarland schwer beschädigt.

## Historische Karten und Ansichten

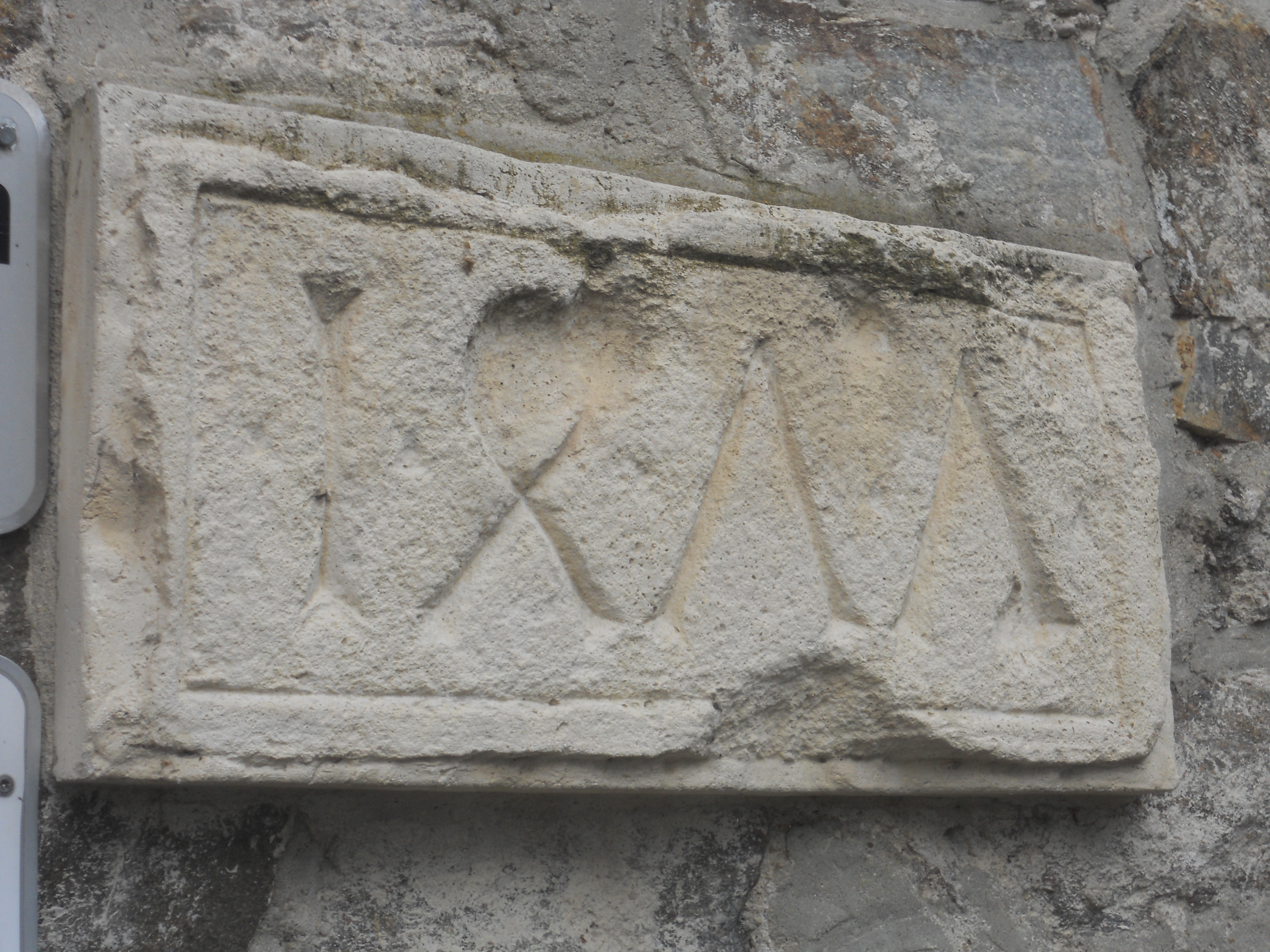
Tafel mit der Jahreszahl 1477 am Linzer Tor in Stein an der Donau

Frankreich 1477

## Geboren

### Geburtsdatum gesichert
- 05. Januar: Girolamo del Pacchia, italienischer Maler († nach 1533)
- 14. Januar: Hermann V. von Wied, Kölner Erzbischof († 1552)
- 25. Januar: Anne de Bretagne, Königin von Frankreich († 1514)
- 22. Juni: Thomas Grey, 2. Marquess of Dorset, englischer Adeliger, Höfling und Soldat († 1530)
- 04. Juli: Johannes Aventinus, deutscher Chronist († 1534)
- 12. Juli: Jacopo Sadoleto, italienischer Kardinal, Humanist und katholischer Reformer († 1547)
- 21. Juli: Christoph von Baden, Prinz von Baden und Domherr († 1508)
- 09. August: Laurentius Zoch, deutscher Jurist und Rechtswissenschaftler († 1547)
- 21. September: Matthäus Zell, lutherischer Theologe und Reformator († 1548)

### Genaues Geburtsdatum unbekannt
- Hans Thomas von Absberg, Raubritter († 1531)
- Blasius Honold, Kaufmann und Bürgermeister in Kaufbeuren († 1549)

## Gestorben

### Todesdatum gesichert
- 05. Januar: Karl der Kühne, Herzog von Burgund (* 1433)
- 15. Januar: Adriana von Nassau-Dillenburg, Gräfin von Hanau-Münzenberg (* 1449)
- 31. Januar: Georg Überacker, Bischof von Seckau
- 09. März: Heinrich IV., Herzog zu Mecklenburg (* 1417)
- 03. April: Guy de Brimeu, burgundischer Adeliger und Diplomat (* 1433/34)
- 19. April: Andreas Geverdes, Bürgermeister der Hansestadt Lübeck
- 27. Juni: Adolf von Egmond, Herzog von Geldern (* 1438)
- 04. August: Jacques d’Armagnac, Graf von Pardiac und Herzog von Nemours (* 1433)
- 07. August: Laurenz Spenning, Baumeister und Vorsteher der Bauhütte des Wiener Stephansdomes (* um 1400/10)
- 14. Oktober: Friedrich von Sparneck, Gründer des Klosters Sparneck
- 17. Oktober: Bernhard von Kraiburg, Bischof von Chiemsee und Weihbischof in Salzburg (* 1412)
- 03. November: Richard Fowler, englischer Schatzkanzler (* um 1425)
- 12. November: Pier Candido Decembrio, Übersetzer und Politiker in Mailand (* um 1399)

### Genaues Todesdatum unbekannt
- Francesco del Cossa, italienischer Maler aus Ferrara (* um 1435)

### Gestorben um 1477
- Jahreswende 1476/1477: Vlad III. Drăculea, Woiwode des Fürstentums Walachei (* um 1431)
- John Willoughby, englischer Ritter (* 1421)